# Банкноты украинской гривны

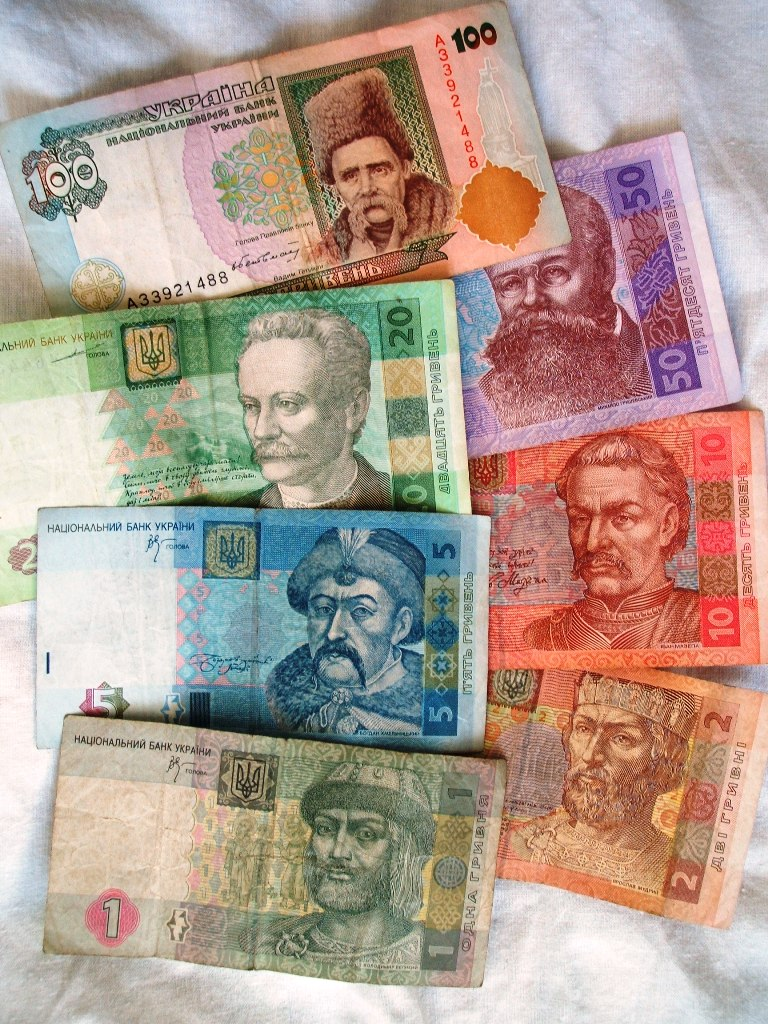

Банкно́ты Украи́ны — денежные знаки Украины.
На данный момент законным платежным средством на территории Украины являются банкноты достоинством 1, 2, 5, 10, 20, 50, 100, 200, 500, 1000 гривен.

## История

### Банкноты с 1996 года
По словам автора первых банкнот современной Украины Василия Лопаты, в апреле 1991 года известных художников УССР пригласили для участия в разработке эскизов новой украинской валюты. Помимо В. Лопаты в состав группы вошли народный художник Украины А. Данченко, заслуженные деятели искусств Украины В. Перевальский, заслуженные художники Украины В. Юрчишин, С. Якутович.
Работа по созданию банкнот проходила под эгидой комиссии Верховной Рады Украины по вопросам экономических реформ и управления народным хозяйством, а также комиссии по вопросам культуры и духовного возрождения. В этой работе приняли участие народные депутаты Украины Леонид Танюк, Павел Мовчан, Дмитрий Павлычко, Владимир Яворивский, Иван Заец и другие.
Эскизы банкнот рассматривал Президиум Верховной Рады под председательством Леонида Кравчука, который утвердил эскизы, подготовленные В. Лопатой.
Согласно Указу Президента Украины и статей 99 и 102 Конституции Украины в течение 2—16 сентября 1996 года на Украине была проведена денежная реформа. В обращение введена национальная валюта Украины — гривна.
Сейчас в обращении находятся банкноты номинальной стоимостью 1, 2, 5, 10, 20, 50, 100, 200, 500 и 1000 гривен.

## Описание банкнот

### Общее описание
Банкноты всех номиналов изготовлены на специальной белой бумаге, которая не флуоресцирует в ультрафиолетовых лучах. Водяной знак на банкнотах номинальной стоимостью 1, 2, 5, 10, 20 гривен образца 1992 года — изображение светлыми линиями трезубца, свободно размещённое на всей площади банкнот. Водяной знак на банкнотах номинальной стоимостью 1 (1994, 1995 гг.), 2 (1995 г.), 5 (1994, 1997 гг.), 10 (1994 г.), 20 (1995 г.), 50 и 100 гривен — размещённое на свободном от печати участке изображение в разных тонах портрета, повторяющего портрет, напечатанный на лицевой стороне банкнот.
 Лицевая сторона 
На лицевой стороне банкнот расположены: портреты выдающихся деятелей истории и литературы Украины, надписи «Украина» или «Украина» и «Национальный банк Украины», номинальная стоимость банкнот словами и цифрами. Дизайн дополняют орнаменты и розетки, которые выполнены многоцветной печатью. Портреты, надписи и отдельные декоративные элементы банкнот выполнены рельефной печатью.
 Оборотная сторона 
На оборотной стороне банкнот в центре размещены изображения историко-архитектурных памятников Украины, сверху над которыми сделана надпись «Национальный банк Украины». Словами и в четырёх углах цифрами обозначена номинальная стоимость банкнот, а снизу — и год утверждения образца банкнот. Дизайн банкноты дополняют розетки, ленты и орнаменты, выполненные многоцветной печатью.

### Характеристика защитных элементов
Водяной знак 
- на банкнотах номиналом 1, 2, 5, 10 и 20 гривен образца 1992 года — изображение светлыми линиями трезубца, образованное внутренней структурой бумаги, повторяющееся по всей площади банкноты и видимое при рассмотрении банкноты против света; на банкнотах более позднего выпуска — видимое при рассмотрении банкноты против света изображение на белой площади банкноты в разных тонах (светлее и темнее бумаги) портрета, которое образовано внутренней структурой бумаги и повторяет портрет, напечатанный на лицевой стороне банкноты.

 Лента 
- в банкнотах номинальной стоимостью 1 (1995 г.), 2 (1995 г.) и 5 (1997 год) гривен в толще бумаги между водяным знаком и портретом вертикально размещена полимерная металлизированная лента с кодированным номиналом шириной приблизительно 1,3 мм, которую видно при рассматривании банкноты против света как тёмную полоску с прозрачной повторяющейся надписью «1 ГРИВНА», «2 ГРИВНЫ» и «5 ГРИВЕН»;
- в банкнотах номинальной стоимостью 1 (1994 г.), 5 (1994 г.), 10 (1994 г.), 50 и 100 гривен в толще бумаги размещена вертикальная полимерная лента шириной примерно 1 мм, которую видно против света. На ней есть повторяющаяся надпись «Украина» тёмного цвета. Её можно прочитать с помощью увеличительного стекла;
- в банкнотах номинальной стоимостью 20 гривен образца 1995 года между водяным знаком и портретом размещена вертикальная металлизированная «оконная» лента. С лицевой стороны банкноты она периодически (6 раз) выходит из толщи на поверхность бумаги банкноты. Эта часть ленты заметна, она имеет вид блестящей пунктирной линии. При рассматривании банкноты против света вся лента имеет вид непрерывной тёмной линии, пересекающей банкноту поперек.

 Рельефные элементы 
- элементы печати в банкнотах номиналом 2 (1995 г.), 5 (1994, 1997 гг.), 10 (1994 г.), 20 (1995 г.), 50 и 100 гривен, которые выступают над поверхностью бумаги, шершавость которых ощущается при прикосновении кончиками пальцев.

 Совмещённый рисунок 
- рисунок, расположенный в одном месте на лицевой и оборотной сторонах банкноты, все элементы которого совпадают и дополняют друг друга при рассмотрении банкноты против света (орнамент с левой стороны банкноты).

 Радужная печать 
- постепенный переход одного цвета защитной сетки, выполненной сплошными линиями без разрывов, в другой (защитные сетки и орнаменты с обеих сторон банкноты).

 Антисканерная сетка 
- расположенные под разными углами тонкие линии, которые при копировании или сканировании банкноты образуют на копии «муар» (защитные сетки).

 Кодированное латентное изображение 
- скрытое цифровое изображение номинала на банкнотах 2 (1995 г.), 5 (1994, 1997 гг), 10 (1994 г.), 20 (1995 г.), 50 и 100 гривен, видимое при рассмотрении банкноты на уровне глаз под острым углом против света при её повороте на 45 градусов (прямоугольный орнамент справа от портрета) и скрытое изображение трезубца (цифровое обозначение номинала в верхних углах лицевой стороны банкнот номиналом 2—20 гривен образца 1992 года).

 Микротекст 
- надпись непрерывно повторяемого слова «Украина», аббревиатуры «НБУ», которые можно прочитать с помощью увеличительного стекла.

 Знак для слепых 
- рельефный элемент, размещённый в левом нижнем углу лицевой стороны банкнот 2 (1995 г.), 5 (1994, 1997 гг.), 10 (1994 г.), 20 (1995 г.), 50 и 100 гривен, который чувствуется на ощупь кончиками пальцев и определяет номинал банкноты.

 Видимые защитные волокна 
- Хаотично расположенные в толще и на поверхности бумаги с двух сторон банкноты синие волокна длиной около 6 мм (номинал 1—20 гривен образца 1992 года), синие и красные волокна — номинал 1, 2, 5 гривен образца 1994—1997 гг.

 Невидимые защитные волокна 
- Хаотично расположенные в толще и на поверхности бумаги с двух сторон банкнот волокна:
  - длиной около 6 мм (номинал 1—20 гривен образца 1992 года), которые в ультрафиолетовых лучах флуоресцируют зелёным светом;
  - длиной около 4 мм (1 (1994, 1995 гг.), 2 (1995 г.), 5 (1994, 1997 гг.), 10 (1994 г.), 20 (1995 г.), 50 и 100 гривен), которые в ультрафиолетовых лучах флуоресцируют жёлтым и голубым светом и синим и зелёным светом (1 (1995 г.), 2 (1995 г.), 5 (1997 г.) гривен).

 Флуоресцентный номер 
- напечатанный методом высокой печати чёрной краской горизонтально (номинал 1—20 гривен образца 1992 года) и красной краской горизонтально (1 (1994, 1995 гг.), 2 (1995 г.), 5 (1994, 1997 гг.), 10 (1994 г.), 20 (1995 г.) гривен) и вертикально (номинал 50 и 100 гривен), ровно, с одинаковым интервалом между цифрами номер банкноты, который в ультрафиолетовых лучах флуоресцирует зелёным (номинал 1—20 гривен образца 1992 года) и светло-красным (1 (1994, 1995 гг.), 2 (1995 г.), 5 (1994, 1997 гг.), 10 (1994 г.), 20 (1995 г.), 50 и 100 гривен) светом.

 Магнитный номер 
- напечатанные методом высокой печати чёрной краской горизонтально в одну строку, ровно и с одинаковым интервалом между цифрами серия и номер банкноты, имеющие магнитные свойства (1 (1994, 1995 гг.), 2 (1995 г.), 5 (1994, 1997 гг.), 10 (1994 г.), 20 (1995 г.), 50 и 100 гривен).

 Скрытый номинал 
- напечатанный в центре лицевой стороны банкноты кроме 1 (1994, 1995 гг.), 2 (1995 г.), 5 (1994, 1997 гг), 10 (1994 г.), 20 (1995 г.) гривен невидимой краской номинал, который в ультрафиолетовых лучах флуоресцирует зелёным светом.

 Флуоресцентная печать 
- элементы дизайна лицевой стороны и обратной стороны банкнот и кодированный рисунок (50 и 100 гривен), которые в ультрафиолетовых лучах флуоресцируют жёлтым, зелёным или жёлто-зелёным светом (в зависимости от номинала).

 Высокая печать 
- печать, которой выполнены номера банкнот. Она оставляет на бумаге утолщённый с краев штриха оттиск краски и рельефный углубленный след. На обратной стороне бумаги, как правило, имеет выпуклый рельефный оттиск.

 Орловская печать 
- резкий переход одного цвета в другой без разрывов, наложения или смещения линий рисунка (портрет, надписи, ленты, орнаменты).

## Банкноты различных годов выпуска
В сентябре 1991 года, после рассмотрения Верховным Советом УССР, был запланирован выпуск банкнот номиналами 1, 3, 5, 10, 25, 50, 100, 200 гривен. Позже номиналы в 3 и 25 гривен были заменены на 2 и 20 соответственно, однако эскизы для нереализованных номиналов уже были созданы — при замене номиналов были модифицированы портреты и отрисован более красочный орнамент. Постановление Президиума Верховной Рады Украины от 10 декабря 1991 года № 1952-XII предусматривало следующие номиналы: 1, 2, 10, 20, 50 и 100 гривен; резервные банкноты: 5 и 200 гривен. Постановлением Президиума Верховной Рады Украины от 12 февраля 1996 года № 91/96-ПВ покупюрное построение гривны было дополнено резервной банкнотой 500 гривен.
2 сентября 1996 года Национальный банк Украины в соответствии с Указом Президента Украины ввёл в оборот банкноты номиналом 1, 2, 5, 10, 20, 50 и 100 гривен. 22 августа 2001 года в оборот введена банкнота номиналом 200 гривен. 15 сентября 2006 года в оборот введена банкнота номиналом 500 гривен.
На территории Украины действительны все денежные знаки гривен, отпечатанные в 2003 и позже официально введённые в обращение. Банкноты гривен образцов до 2003 года (всех выпусков) демонетизированы с 1 октября 2020 года. Банкноты, изымаемые из обращения, остаются законным платёжным средством и функционируют в обращении без ограничения срока, до их полного изъятия (в таблицах указана дата начала изъятия банкноты из обращения; порядок и процедура проведения изъятия определяются постановлениями правления НБУ).
В обращении находятся банкноты достоинством 1, 2, 5, 10, 20, 50, 100, 200, 500 и 1000 гривен (двух последних серий).

### Серия 1992 года
Банкноты первой серии разрабатывали В. Лопата и Б. Максимов. На некоторых из них Лопата в качестве изображений исторических персонажей поместил свой видоизменённый автопортрет. Изначальный эскизный ряд банкнот был рассчитан на все утверждённые номиналы от 1 до 200 гривен, однако с учётом изменений номинального ряда в обращение были выпущены только банкноты номиналом от 1 до 20 гривен, 50- и 100-гривневые банкноты были изготовлены, но в обращение не поступали, а эскизный проект 200-гривневой банкноты, наиболее близкий к конечному дизайну банкнот этой серии даже не получил конечного воплощения. С 15 июля 2003 года НБУ начал изымать из оборота банкноты этой серии, но они продолжали оставаться законным платёжным средством до 1 октября 2020 года.
| Выпуск 1992 года                                | Выпуск 1992 года  | Выпуск 1992 года | Выпуск 1992 года | Выпуск 1992 года | Выпуск 1992 года   | Выпуск 1992 года              | Выпуск 1992 года          | Выпуск 1992 года          | Выпуск 1992 года          | Выпуск 1992 года          |
| Изображение                                     | Изображение       | Номинал (гривен) | Размеры (мм)     | Основные цвета   | Описание           | Описание                      | Даты                      | Даты                      | Даты                      | Даты                      |
| Лицевая сторона                                 | Оборотная сторона | Номинал (гривен) | Размеры (мм)     | Основные цвета   | Лицевая сторона    | Оборотная сторона             | печати                    | введения                  | начала изъятия            | неплатёжеспособны         |
| ----------------------------------------------- | ----------------- | ---------------- | ---------------- | ---------------- | ------------------ | ----------------------------- | ------------------------- | ------------------------- | ------------------------- | ------------------------- |
|                                                 |                   | 1                | 135×70           | оливковый        | Владимир Великий   | руины Херсонеса               | 1992                      | 2 сентября 1996           | 15 июля 2003              | 1 октября 2020            |
|                                                 |                   | 2                | 135×70           | коричневый       | Ярослав Мудрый     | Софийский Собор в Киеве       | 1992                      | 2 сентября 1996           | 15 июля 2003              | 1 октября 2020            |
|                                                 |                   | 5                | 135×70           | синий            | Богдан Хмельницкий | церковь в селе Суботове       | 1992                      | 2 сентября 1996           | 15 июля 2003              | 1 октября 2020            |
|                                                 |                   | 10               | 135×70           | фиолетовый       | Иван Мазепа        | Киево-Печерская лавра         | 1992                      | 2 сентября 1996           | 15 июля 2003              | 1 октября 2020            |
|                                                 |                   | 20               | 135×70           | серо-коричневый  | Иван Франко        | Львовский оперный театр       | 1992                      | 2 сентября 1996           | 15 июля 2003              | 1 октября 2020            |
|                                                 |                   | 50               | 135×70           | красный          | Михаил Грушевский  | Дом учителя                   | в обращении не находились | в обращении не находились | в обращении не находились | в обращении не находились |
|                                                 |                   | 100              | 135×70           | зелёный          | Тарас Шевченко     | здание Верховной Рады Украины | в обращении не находились | в обращении не находились | в обращении не находились | в обращении не находились |
| Масштаб изображений — 1,0 пикселя на миллиметр. |                   |                  |                  |                  |                    |                               |                           |                           |                           |                           |

### Серия 1994—2001 года
С самого начала первые варианты банкнот рассматривались как временная мера, что способствовало решению сэкономить на стоимости их изготовления. В итоге банкноты быстро изнашивались и не имели полного спектра элементов защиты. Их должны были заменить банкнотами уже украинского производства, первой из которых была 1 гривна. Она была выпущена в обращение одновременно с банкнотами иностранной печати. Банкноты номиналами 50 и 100 гривен эмиссии 1992 года в оборот введены не были, вместо них сразу вводились новые образцы. В 1997 году были заменены все остальные номиналы. 22 августа 2001 года в оборот был введён новый номинал — 200 гривен.
Эти банкноты постепенно вытеснялись новыми вариантами, но они продолжали оставаться законным платёжным средством до 1 октября 2020 года.
| Выпуск 1994—2001 годов                          | Выпуск 1994—2001 годов | Выпуск 1994—2001 годов | Выпуск 1994—2001 годов | Выпуск 1994—2001 годов | Выпуск 1994—2001 годов | Выпуск 1994—2001 годов        | Выпуск 1994—2001 годов | Выпуск 1994—2001 годов | Выпуск 1994—2001 годов | Выпуск 1994—2001 годов |
| Изображение                                     | Изображение            | Номинал (гривен)       | Размеры (мм)           | Основные цвета         | Описание               | Описание                      | Даты                   | Даты                   | Даты                   | Даты                   |
| Лицевая сторона                                 | Оборотная сторона      | Номинал (гривен)       | Размеры (мм)           | Основные цвета         | Лицевая сторона        | Оборотная сторона             | печати                 | введения               | начала изъятия         | неплатёжеспособны      |
| ----------------------------------------------- | ---------------------- | ---------------------- | ---------------------- | ---------------------- | ---------------------- | ----------------------------- | ---------------------- | ---------------------- | ---------------------- | ---------------------- |
|                                                 |                        | 1                      | 133×66                 | зелёно-коричневый      | Владимир Великий       | руины Херсонеса               | 1994 1995              | 2 сентября 1996        | 1 декабря 2004         | 1 октября 2020         |
|                                                 |                        | 2                      | 133×66                 | оранжево-коричневый    | Ярослав Мудрый         | Софийский Собор в Киеве       | 1995 2001              | 1 сентября 1997        | 28 сентября 2004       | 1 октября 2020         |
|                                                 |                        | 5                      | 133×66                 | синий                  | Богдан Хмельницкий     | церковь в селе Суботове       | 1994 1997 2001         | 1 сентября 1997        | 14 июня 2004           | 1 октября 2020         |
|                                                 |                        | 10                     | 133×66                 | тёмно-сине-красный     | Иван Мазепа            | Киево-Печерская лавра         | 1994 2000              | 1 сентября 1997        | 1 января 2010          | 1 октября 2020         |
|                                                 |                        | 20                     | 133×66                 | коричнево-зелёный      | Иван Франко            | Львовский оперный театр       | 1995 2000              | 1 сентября 1997        | 1 января 2010          | 1 октября 2020         |
|                                                 |                        | 50                     | 133×66                 | фиолетово-жёлтый       | Михаил Грушевский      | здание Верховной Рады Украины | не указана             | 2 сентября 1996        | 1 января 2010          | 1 октября 2020         |
|                                                 |                        | 100                    | 133×66                 | коричнево-зелёный      | Тарас Шевченко         | Собор Святой Софии в Киеве    | не указана             | 2 сентября 1996        | 1 января 2010          | 1 октября 2020         |
|                                                 |                        | 200                    | 133×66                 | розово-синий           | Леся Украинка          | Башня Луцкого замка           | не указана             | 22 августа 2001        | 1 января 2010          | 1 октября 2020         |
| Масштаб изображений — 1,0 пикселя на миллиметр. |                        |                        |                        |                        |                        |                               |                        |                        |                        |                        |

### Серия 2003—2018 года
Банкноты отличаются радикальным изменением дизайна и цветовой гаммы относительно предыдущей серии. В связи с наибольшим количеством выявленных поддельных банкнот первой в обращение поступила банкнота номиналом 20 гривен, остальные номиналы были введены в обращение в 2004—2007 годах, среди них новый номинал 500 гривен. Также в 2006 году банкноты номиналом 1 и 10 гривен были подвергнуты модификации с изменением цветовой гаммы. С 2018 года начат окончательный вывод из обращения банкнот номиналом 1—10 гривен всех серий, однако портреты, использованные на них, были адаптированы для использования на оборотных монетах соответствующих номиналов.
| Выпуск 2003—2018 годов                          | Выпуск 2003—2018 годов | Выпуск 2003—2018 годов | Выпуск 2003—2018 годов | Выпуск 2003—2018 годов | Выпуск 2003—2018 годов | Выпуск 2003—2018 годов                         | Выпуск 2003—2018 годов   | Выпуск 2003—2018 годов | Выпуск 2003—2018 годов |
| Изображение                                     | Изображение            | Номинал (гривен)       | Размеры (мм)           | Основные цвета         | Описание               | Описание                                       | Даты                     | Даты                   | Даты                   |
| Лицевая сторона                                 | Оборотная сторона      | Номинал (гривен)       | Размеры (мм)           | Основные цвета         | Лицевая сторона        | Оборотная сторона                              | печати                   | введения               | начала изъятия         |
| ----------------------------------------------- | ---------------------- | ---------------------- | ---------------------- | ---------------------- | ---------------------- | ---------------------------------------------- | ------------------------ | ---------------------- | ---------------------- |
|                                                 |                        | 1                      | 118×63                 | серо-зелёный           | Владимир Великий       | Город Владимира в Киеве                        | 2004 2005                | 1 декабря 2004         | 1 октября 2020         |
|                                                 |                        | 1                      | 118×63                 | жёлтый, синий          | Владимир Великий       | Город Владимира в Киеве                        | 2006 2011 2014 2018      | 22 мая 2006            | 1 октября 2020         |
|                                                 |                        | 2                      | 118×63                 | коричневый             | Ярослав Мудрый         | Собор Святой Софии в Киеве                     | 2004 2005 2011 2013 2018 | 28 сентября 2004       | 1 октября 2020         |
|                                                 |                        | 5                      | 118×63                 | синий                  | Богдан Хмельницкий     | Ильинская церковь в Суботове                   | 2004 2005 2011 2013 2015 | 14 июня 2004           | 1 января 2023          |
|                                                 |                        | 10                     | 124×66                 | красный                | Иван Мазепа            | Киево-Печерская лавра                          | 2004 2005                | 1 ноября 2004          | 1 января 2023          |
|                                                 |                        | 10                     | 124×66                 | красный                | Иван Мазепа            | Киево-Печерская лавра                          | 2006 2011 2013 2015      | 4 августа 2006         | 1 января 2023          |
|                                                 |                        | 20                     | 130×69                 | зелёный                | Иван Франко            | Львовский оперный театр                        | 2003 2005 2011 2013 2016 | 1 декабря 2003         | 1 января 2023          |
|                                                 |                        | 50                     | 136×72                 | фиолетовый             | Михаил Грушевский      | здание Центральной Рады УНР                    | 2004 2005 2011 2013 2014 | 29 марта 2004          | 1 ноября 2024          |
|                                                 |                        | 100                    | 142×75                 | жёлтый, оливковый      | Тарас Шевченко         | Днепр и слепой бандурист с мальчиком-поводырём | 2005 2011 2014           | 20 февраля 2006        | 1 января 2023          |
|                                                 |                        | 200                    | 148×75                 | розовый                | Леся Украинка          | Башня Луцкого замка                            | 2007 2011 2013 2014      | 28 мая 2007            | 1 ноября 2024          |
|                                                 |                        | 500                    | 154×75                 | персиковый             | Григорий Сковорода     | Киево-Могилянская академия                     | 2006 2011 2014 2015      | 15 сентября 2006       | 1 августа 2024         |
| Масштаб изображений — 1,0 пикселя на миллиметр. |                        |                        |                        |                        |                        |                                                |                          |                        |                        |

### Серия 2014—2024 года
В этой серии, помимо прочего, было убрано изображение рисунка Сковороды «Пифагоровый треугольник» с оборотной стороны банкноты номиналом пятьсот гривен. 25 октября 2019 года была введена в обращение банкнота номиналом 1000 гривен с портретом В. И. Вернадского.
В 2024 году были выпущены банкноты 50, 500 и 1000 гривен, которые были видоизменены: на обратной стороне каждой банкноты появилась надпись "СЛАВА УКРАЇНІ! ГЕРОЯМ СЛАВА!"
| Изображение                                     | Изображение       | Номинал (гривен) | Размеры (мм) | Основные цвета  | Описание            | Описание                                                                             | Даты                | Даты             | Даты        |
| Лицевая сторона                                 | Оборотная сторона | Номинал (гривен) | Размеры (мм) | Основные цвета  | Лицевая сторона     | Оборотная сторона                                                                    | печати              | введения         | статус      |
| ----------------------------------------------- | ----------------- | ---------------- | ------------ | --------------- | ------------------- | ------------------------------------------------------------------------------------ | ------------------- | ---------------- | ----------- |
|                                                 |                   | 20               | 130×69       | зелёный         | Иван Франко         | Львовский оперный театр                                                              | 2018 2021 2023      | 25 сентября 2018 | в обращении |
|                                                 |                   | 50               | 136х72       | фиолетовый      | Михаил Грушевский   | здание Центральной рады УНР                                                          | 2019 2021           | 20 декабря 2019  | в обращении |
|                                                 |                   | 50               | 136х72       | фиолетовый      | Михаил Грушевский   | здание Центральной рады УНР, надпись "СЛАВА УКРАЇНІ! ГЕРОЯМ СЛАВА!"                  | 2024                | 23 августа 2024  | в обращении |
|                                                 |                   | 100              | 142×75       | жёлтый, розовый | Тарас Шевченко      | Киевский национальный университет им. Тараса Шевченко                                | 2014 2019 2021 2022 | 9 марта 2015     | в обращении |
|                                                 |                   | 200              | 148×75       | розовый         | Леся Украинка       | Башня Луцкого замка                                                                  | 2019 2021           | 25 февраля 2020  | в обращении |
|                                                 |                   | 500              | 154×75       | бежевый         | Григорий Сковорода  | Киево-Могилянская академия                                                           | 2015 2018 2021 2023 | 11 апреля 2016   | в обращении |
|                                                 |                   | 500              | 154×75       | бежевый         | Григорий Сковорода  | Киево-Могилянская академия, надпись «СЛАВА УКРАЇНІ! ГЕРОЯМ СЛАВА!»                   | 2024                | 8 августа 2024   | в обращении |
|                                                 |                   | 1000             | 160х75       | голубой         | Владимир Вернадский | Президиум Национальной академии наук Украины                                         | 2019 2021 2023      | 25 октября 2019  | в обращении |
|                                                 |                   | 1000             | 160х75       | голубой         | Владимир Вернадский | Президиум Национальной академии наук Украины, надпись «СЛАВА УКРАЇНІ! ГЕРОЯМ СЛАВА!» | 2024                | 8 августа 2024   | в обращении |
| Масштаб изображений — 1,0 пикселя на миллиметр. |                   |                  |              |                 |                     |                                                                                      |                     |                  |             |

### Памятные банкноты
5 октября 2011 года по случаю 20-летия создания Национального банка Украины введены в обращение памятные банкноты номиналом 50 гривен образца 2004 года (2011 года выпуска). На лицевой стороне банкнот специальной краской, меняющей цвет с золотистого на зелёный в зависимости от угла зрения, напечатана надпись «НБУ 20 років» (рус. «НБУ 20 лет»). Всего отпечатано 1000 банкнот; они являются законным платёжным средством на территории Украины и функционируют в обращении наряду с банкнотами номиналом 50 гривен образца 2004 года предыдущих лет выпуска.
20 августа 2021 года в честь 30-летия независимости Украины Национальный банк выпустил в обращение памятные банкноты номиналом 100 гривен образца 2014 года и 500 гривен образца 2015 года (2021 года выпуска). 19 ноября 2021 года в обращении появились памятные 20 и 200 гривен, а 22 декабря — 50 и 1000 гривен образца 2019 года.
| Памятные банкноты                               | Памятные банкноты | Памятные банкноты | Памятные банкноты | Памятные банкноты         | Памятные банкноты | Памятные банкноты                                                                                          | Памятные банкноты | Памятные банкноты |
| Изображение                                     | Изображение       | Номинал (гривен)  | Размеры (мм)      | Основной цвет             | Описание | Описание                                                                                                   | Даты              | Даты              |
| Лицевая сторона                                 | Оборотная сторона | Номинал (гривен)  | Размеры (мм)      | Основной цвет             | Лицевая сторона | Оборотная сторона                                                                                          | введения          | печати            |
| ----------------------------------------------- | ----------------- | ----------------- | ----------------- | ------------------------- | --- | --- | ----------------- | ----------------- |
|                                                 |                   | 50                | 136×72            | фиолетовый                | Михаил Грушевский, надпись «НБУ 20 років» | Здание Педагогического музея в Киеве                                                                       | 5 октября 2011    | 2011              |
|                                                 |                   | 20                | 130×69            | зелёный                   | Иван Франко, надпись «160 років від дня народження» | Львовский оперный театр                                                                                    | 1 сентября 2016   | 2016              |
|                                                 |                   | 20                | 130×69            | зелёный                   | Иван Франко, надпись «30 років Незалежності України» | Львовский оперный театр                                                                                    | 19 ноября 2021    | 2021              |
|                                                 |                   | 50                | 136×72            | фиолетовый                | Михаил Грушевский, надпись «30 років Незалежності України» | Здание Педагогического музея в Киеве                                                                       | 22 декабря 2021   | 2021              |
|                                                 |                   | 100               | 142×75            | жёлтый, оливковый         | Тарас Шевченко, надпись «30 років Незалежності України» | Киевский национальный университет им. Тараса Шевченко                                                      | 20 августа 2021   | 2021              |
|                                                 |                   | 200               | 148х75            | розовый                   | Леся Украинка, надпись «30 років Незалежності України» | Башня Луцкого замка                                                                                        | 19 ноября 2021    | 2021              |
|                                                 |                   | 500               | 154×75            | бежевый                   | Григорий Сковорода, надпись «30 років Незалежності України» | Киево-Могилянская академия                                                                                 | 20 августа 2021   | 2021              |
|                                                 |                   | 1000              | 160×75            | голубой                   | Владимир Вернадский, надпись «30 років Незалежності України» | Президиум Национальной академии наук Украины                                                               | 22 декабря 2021   | 2021              |
|                                                 |                   | 500               | 154×75            | бежевый                   | Григорий Сковорода, надпись «300 Світ Сковороди» | Киево-Могилянская академия                                                                                 | 29 декабря 2022   | 2021              |
|                                                 |                   | 20                | 165×80            | синий, жёлтый, коричневый | солдаты ВСУ, поднимающие флаги Украины на фоне карты Украины и флагов её основных союзников, герб Украины, надпись "І НА ОНОВЛЕНІЙ ЗЕМЛІ ВРАГА НЕ БУДЕ...", логотип НБУ и подпись председателя НБУ | стилизированная композиция в виде связанных рук, олицетворяющая духовные переживания украинцев в оккупации | 23 февраля 2023   | 2023              |
|                                                 |                   | 50                | 165×80            | синий, фиолетовый         | стилизированное изображение Украины в виде сердца, к которому подходят сосуды, герб Украины, надпись "ЄДНІСТЬ РЯТУЄ СВІТ", логотип НБУ и подпись председателя НБУ                                  | стилизированная композиция в виде стиснутых рук, олицетворяющая сотрудничество и помощь                    | 23 февраля 2024   | 2024              |
| Масштаб изображений — 1,0 пикселя на миллиметр. |                   |                   |                   |                           | | |                   |                   |

## Хронология введения в обращение гривневых банкнот
В таблице указаны даты выпуска банкнот в обращение и подписи на банкнотах.
| Первая серия      |                                     |                                                  |                                                  |                                     |                                     |                                     |                                     |                            |                             |                             |
| Год на банкноте   | 1 гривна                            | 2 гривны                                         | 5 гривен                                         | 10 гривен                           | 20 гривен                           | 50 гривен                           | 100 гривен                          | 200 гривен                 | 500 гривен                  | 1000 гривен                 |
| 1992              | 2 сентября 1996В. Гетьман В. Ющенко | 2 сентября 1996В. Матвиенко В. Гетьман В. Ющенко | 2 сентября 1996В. Матвиенко В. Гетьман В. Ющенко | 2 сентября 1996В. Гетьман В. Ющенко | 2 сентября 1996В. Гетьман В. Ющенко |                                     |                                     |                            |                             |                             |
|                   |                                     |                                                  |                                                  |                                     |                                     |                                     |                                     |                            |                             |                             |
| Вторая серия      |                                     |                                                  |                                                  |                                     |                                     |                                     |                                     |                            |                             |                             |
| Год на банкноте   | 1 гривна                            | 2 гривны                                         | 5 гривен                                         | 10 гривен                           | 20 гривен                           | 50 гривен                           | 100 гривен                          | 200 гривен                 | 500 гривен                  | 1000 гривен                 |
| (без года)        |                                     |                                                  |                                                  |                                     |                                     | 2 сентября 1996В. Гетьман В. Ющенко | 2 сентября 1996В. Гетьман В. Ющенко | 22 августа 2001В. Гетьман  |                             |                             |
| 1994              | 2 сентября 1996В. Ющенко            |                                                  | 1 сентября 1997В. Ющенко                         | 1 сентября 1997В. Ющенко            |                                     |                                     |                                     |                            |                             |                             |
| 1995              | 1 сентября 1997В. Ющенко            | 1 сентября 1997В. Ющенко                         |                                                  |                                     | 1 сентября 1997В. Ющенко            |                                     |                                     |                            |                             |                             |
| 1997              |                                     |                                                  | 1 сентября 1998В. Ющенко                         |                                     |                                     |                                     |                                     |                            |                             |                             |
| 2000              |                                     |                                                  |                                                  | 8 ноября 2000В. Стельмах            | 20 ноября 2000В. Стельмах           |                                     |                                     |                            |                             |                             |
| 2001              |                                     | 6 июля 2001В. Стельмах                           | 5 марта 2001В. Стельмах                          |                                     |                                     |                                     |                                     |                            |                             |                             |
|                   |                                     |                                                  |                                                  |                                     |                                     |                                     |                                     |                            |                             |                             |
| Третья серия      |                                     |                                                  |                                                  |                                     |                                     |                                     |                                     |                            |                             |                             |
| Год на банкноте   | 1 гривна                            | 2 гривны                                         | 5 гривен                                         | 10 гривен                           | 20 гривен                           | 50 гривен                           | 100 гривен                          | 200 гривен                 | 500 гривен                  | 1000 гривен                 |
| 2003              |                                     |                                                  |                                                  |                                     | 1 декабря 2003С. Тигипко            |                                     |                                     |                            |                             |                             |
| 2004              | 1 декабря 2004С. Тигипко            | 28 сентября 2004С. Тигипко                       | 14 июня 2004С. Тигипко                           | 1 ноября 2004С. Тигипко             |                                     | 29 марта 2004С. Тигипко             |                                     |                            |                             |                             |
| 2005              | 1 марта 2005В. Стельмах             | 10 июня 2005В. Стельмах                          | 18 апреля 2005В. Стельмах                        | 1 июля 2005В. Стельмах              | 1 августа 2005В. Стельмах           | 1 декабря 2005В. Стельмах           | 20 февраля 2006В. Стельмах          |                            |                             |                             |
| 2006              | 22 мая 2006В. Стельмах              |                                                  |                                                  | август 2006В. Стельмах              |                                     |                                     |                                     |                            | 15 сентября 2006В. Стельмах |                             |
| 2007              |                                     |                                                  |                                                  |                                     |                                     |                                     |                                     | 28 мая 2007В. Стельмах     |                             |                             |
| 2011              | 1 сентября 2011С. Арбузов           | 1 декабря 2011С. Арбузов                         | 1 ноября 2011С. Арбузов                          | 1 июля 2011С. Арбузов               | 1 марта 2012С. Арбузов              | 1 июня 2011С. Арбузов               | 1 марта 2012С. Арбузов              | 1 ноября 2011С. Арбузов    | 1 декабря 2011С. Арбузов    |                             |
| 2013              |                                     | 1 апреля 2014И. Соркин                           | 1 июня 2013И. Соркин                             | 1 сентября 2013И. Соркин            | 1 апреля 2014И. Соркин              | 1 сентября 2013И. Соркин            |                                     | 1 ноября 2013И. Соркин     |                             |                             |
| 2014              |                                     |                                                  |                                                  |                                     |                                     | 1 августа 2014С. Кубив              | 1 июня 2014С. Кубив                 | 1 октября 2014С. Кубив     | 1 сентября 2014С. Кубив     |                             |
| 2014              | 22 декабря 2014В. Гонтарева         |                                                  |                                                  |                                     |                                     | 1 июля 2015В. Гонтарева             |                                     | 1 декабря 2014В. Гонтарева |                             |                             |
| 2015              |                                     |                                                  | 1 июля 2015В. Гонтарева                          | 11 апреля 2016В. Гонтарева          |                                     |                                     |                                     |                            | 1 ноября 2015В. Гонтарева   |                             |
| 2016              |                                     |                                                  |                                                  |                                     | 3 апреля 2017В. Гонтарева           |                                     |                                     |                            |                             |                             |
| Памятная банкнота |                                     |                                                  |                                                  |                                     |                                     |                                     |                                     |                            |                             |                             |
| 2011              |                                     |                                                  |                                                  |                                     |                                     | 5 октября 2011С. Арбузов            |                                     |                            |                             |                             |
|                   |                                     |                                                  |                                                  |                                     |                                     |                                     |                                     |                            |                             |                             |
| Четвёртая серия   |                                     |                                                  |                                                  |                                     |                                     |                                     |                                     |                            |                             |                             |
| Год на банкноте   | 1 гривна                            | 2 гривны                                         | 5 гривен                                         | 10 гривен                           | 20 гривен                           | 50 гривен                           | 100 гривен                          | 200 гривен                 | 500 гривен                  | 1000 гривен                 |
| 2014              |                                     |                                                  |                                                  |                                     |                                     |                                     | 9 марта 2015В. Гонтарева            |                            |                             |                             |
| 2015              |                                     |                                                  |                                                  |                                     |                                     |                                     |                                     |                            | 11 апреля 2016В. Гонтарева  |                             |
| 2018              |                                     |                                                  |                                                  |                                     | 25 сентября 2018Я. Смолий           |                                     |                                     |                            | 22 февраля 2019Я. Смолий    |                             |
| 2019              |                                     |                                                  |                                                  |                                     |                                     | 20 декабря 2019Я. Смолий            | 17 декабря 2019Я. Смолий            | 25 февраля 2020Я. Смолий   |                             | 25 октября 2019Я. Смолий    |
| 2021              |                                     |                                                  |                                                  |                                     | 19 ноября 2021К. Шевченко           | 23 декабря 2021К. Шевченко          | 21 августа 2021К. Шевченко          | 19 ноября 2021К. Шевченко  | 15 апреля 2021К. Шевченко   | 23 декабря 2021К. Шевченко  |
| 2022              |                                     |                                                  |                                                  |                                     |                                     |                                     | 19 декабря 2022А. Пышный            |                            |                             |                             |
| 2023              |                                     |                                                  |                                                  |                                     | 24 октября 2023А. Пышный            |                                     |                                     |                            | 25 апреля 2023А. Пышный     | 20 июля 2023А. Пышный       |
| 2024              |                                     |                                                  |                                                  |                                     |                                     | 23 августа 2024А. Пышный            |                                     |                            | 8 августа 2024А. Пышный     | 8 августа 2024А. Пышный     |
| Памятные банкноты |                                     |                                                  |                                                  |                                     |                                     |                                     |                                     |                            |                             |                             |
| 2016              |                                     |                                                  |                                                  |                                     | 1 сентября 2016В. Гонтарева         |                                     |                                     |                            |                             |                             |
| 2021              |                                     |                                                  |                                                  |                                     | 19 ноября 2021К. Шевченко           | 22 декабря 2021 К. Шевченко         | 20 августа 2021К. Шевченко          | 19 ноября 2021К. Шевченко  | 20 августа 2021К. Шевченко  | 22 декабря 2021 К. Шевченко |
| 2022              |                                     |                                                  |                                                  |                                     |                                     |                                     |                                     |                            | 29 декабря 2022 К. Шевченко |                             |
| 2023              |                                     |                                                  |                                                  |                                     | 23 февраля 2023А. Пышный            |                                     |                                     |                            |                             |                             |
| 2024              |                                     |                                                  |                                                  |                                     |                                     | 23 февраля 2024А. Пышный            |                                     |                            |                             |                             |